# Cohors II Asturum (Britannia)

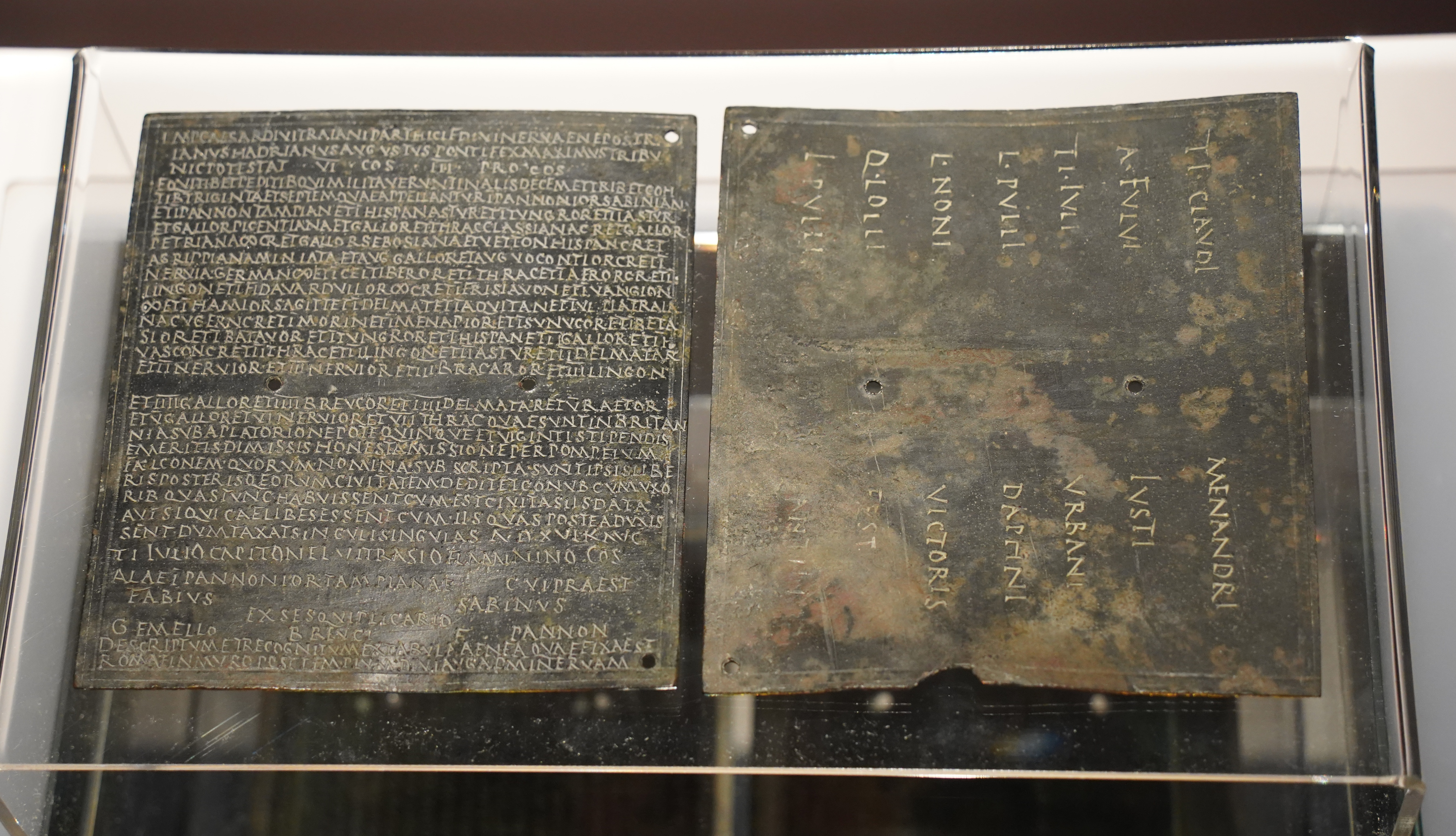
Eines der Militärdiplome des Jahres 122

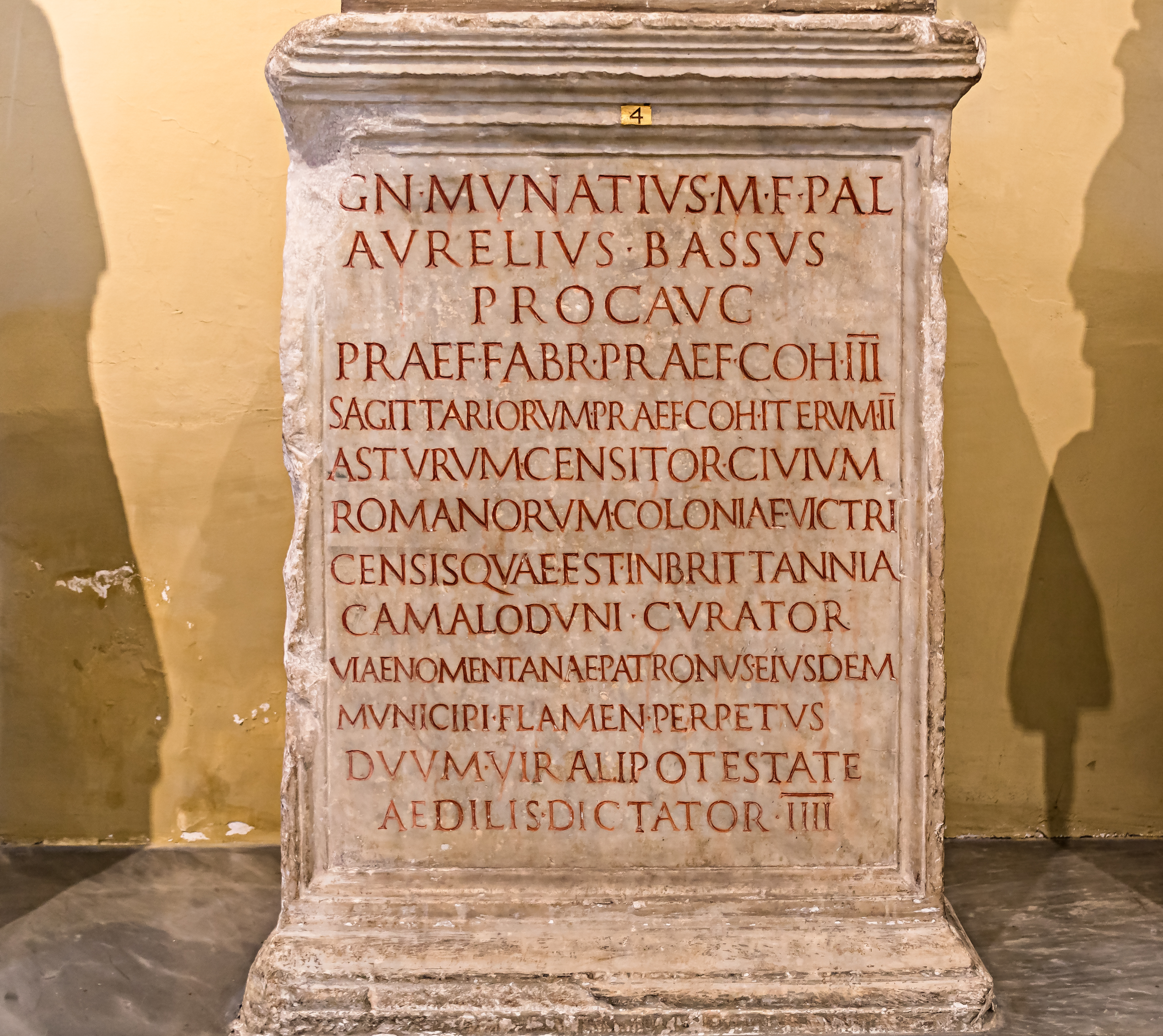
Die Inschrift des Präfekten Gnaeus Munatius Aurelius Bassus

Die Cohors II Asturum [equitata] [Severiana Alexandriana] (deutsch 2. Kohorte der Asturer [teilberitten] [die Severianische Alexandrianische]) war eine römische Auxiliareinheit. Sie ist durch Militärdiplome, Inschriften und Ziegelstempel belegt.

## Namensbestandteile
- Cohors: Die Kohorte war eine Infanterieeinheit der Auxiliartruppen in der römischen Armee.

- II: Die römische Zahl steht für die Ordnungszahl die zweite (lateinisch secunda). Daher wird der Name dieser Militäreinheit als Cohors secunda .. ausgesprochen.

- Asturum: der Asturer. Die Soldaten der Kohorte wurden bei Aufstellung der Einheit aus dem Volk der Asturer auf dem Gebiet des conventus Asturum (mit der Hauptstadt Asturica Augusta) rekrutiert.[1]

- equitata: teilberitten. Die Einheit war ein gemischter Verband aus Infanterie und Kavallerie. Der Zusatz kommt in einer Inschrift[2] vor.

- Severiana Alexandriana: die Severianische Alexandrianische. Eine Ehrenbezeichnung, die sich auf Severus Alexander (222–235) bezieht. Der Zusatz kommt in einer Inschrift[3] vor.

Da es keine Hinweise auf den Namenszusatz milliaria (1000 Mann) gibt, war die Einheit eine Cohors quingenaria equitata. Die Sollstärke der Kohorte lag bei 600 Mann (480 Mann Infanterie und 120 Reiter), bestehend aus 6 Centurien Infanterie mit jeweils 80 Mann sowie 4 Turmae Kavallerie mit jeweils 30 Reitern.

## Geschichte
Die Kohorte war in der Provinz Britannia stationiert. Sie ist auf Militärdiplomen für die Jahre 105 bis 130/131 n. Chr. aufgeführt.
Der erste Nachweis der Einheit in Britannia beruht auf einem Diplom, das auf 105 datiert ist. In dem Diplom wird die Kohorte als Teil der Truppen aufgeführt (siehe Römische Streitkräfte in Britannia), die in der Provinz stationiert waren. Weitere Diplome, die auf 122 bis 130/131 datiert sind, belegen die Einheit in derselben Provinz.
Der letzte Nachweis der Kohorte beruht auf einer Inschrift, die auf 225 datiert ist.

## Standorte
Standorte der Kohorte in Britannia waren möglicherweise:
- Aesica (Great Chesters): eine Inschrift[7] sowie Ziegel[8] mit dem Stempel der Einheit wurden hier gefunden.
- Bremia (Llanio): zwei Inschriften[9] wurden hier gefunden.

## Angehörige der Kohorte
Folgende Angehörige der Kohorte sind bekannt:

### Kommandeure
| - Gaius Iulius Karus, ein Präfekt - Gnaeus Munatius Aurelius Bassus, ein Präfekt - Publius Furius Rusticus, ein Präfekt | - Quintus Baienus Blassianus, ein Präfekt - Val(erius) Martia[lis], ein Curam agens (RIB 1738) |

### Sonstige
- Boud[us] (AE 1995, 00994b)